# Ram Nath Kovind
Ram Nath Kovind (Paraunkh, 1 d'octubre de 1945) és un advocat i polític indi. Ha sigut el president de l'Índia entre 2017 i 2022.
Va ser elegit 14è president de l'Índia el 17 de juliol de 2017 amb el 65,65% dels vots davant el seu rival, Meira Kumar. La seva successora és Droupadi Murmu.